# Paul Mukairu
Paul Mukairu, né le 18 janvier 2000 à Abuja au Nigeria, est un footballeur nigérian, qui évolue au poste d'attaquant à Boluspor, en prêt du FC Copenhague.

## Biographie

### Antalyaspor
Né à Abuja au Nigeria, Paul Mukairu commence sa carrière professionnelle en Turquie, avec l'Antalyaspor. Il joue son premier match le 18 août 2019, lors d'une rencontre de championnat remportée par son équipe face au Göztepe SK (0-1 score final). Le 31 août suivant il inscrit son premier but pour Antalyaspor face à Konyaspor, lors d'une rencontre de championnat. Son but permet à son équipe d'accrocher le match nul (2-2).
Lors de la saison 2019-2020, il inscrit trois buts dans le championnat de Turquie.

### RSC Anderlecht
Lors de l'été 2020, il est prêté au RSC Anderlecht pour une saison avec option d'achat.
Il joue son premier match en première division belge le 1er novembre 2020, lors de la réception du Royal Antwerp. Il se met immédiatement en évidence en inscrivant le seul but de la rencontre.

### FC Copenhague
Le 27 janvier 2022, Paul Mukairu signe en faveur du FC Copenhague. Il s'engage pour un contrat courant jusqu'en juin 2025,.

### Reading FC
Le 16 août 2023, Paul Mukairu rejoint le Reading FC sous la forme d'un prêt d'une saison.
Il se fait remarquer le 19 septembre 2023 en marquant deux buts contre Exeter City, lors d'un match d'EFL Trophy, et contribue à la victoire de son équipe par neuf buts à zéro ce jour-là. Il s'agit de ses deux premiers buts pour le club.

## Palmarès

### En club
FC Copenhague
- Championnat du Danemark (1) :
  - Champion : 2021-22.